# Tell Abu Hureyra
Tell Abu Hureyra (en árabe: تل أبو هريرة), es un yacimiento arqueológico en el valle del Éufrates, en el territorio que actualmente corresponde a Siria. Este sitio se caracteriza por poseer dos ocupaciones claramente vinculadas con el proceso de domesticación de cereales en el Próximo Oriente.

## Características del sitio
Los restos de las aldeas dentro del tell provienen de más de 4.000 años de habitación pre-cerámica que abarcan los períodos Epipaleolítico y Neolítico. El sitio consistía en dos aldeas; Abu Hureyra 1 y Abu Hureyra 2. Los habitantes de Abu Hureyra 1 eran de la era epipaleolítica y eran cazadores-recolectores sedentarios. Abu Hureyra 2 tuvo lugar a principios del Neolítico y estaba compuesto por agricultores.El antiguo Abu Hureyra fue ocupado entre 13.000 y 9.000 años atrás según datación por carbono-14. 

## Importancia arqueológica
El sitio es significativo porque los habitantes de Abu Hureyra comenzaron como cazadores-recolectores, pero poco a poco se fueron dedicando a la agricultura, convirtiéndose en los primeros agricultores conocidos del mundo. El cultivo comenzó al principio del período Dryas Reciente en Abu Hureyra. Abu Hureyra sugiere que el centeno fue el primer cultivo sistemático de cereales. Las pruebas presentadas en el sitio de Abu Hureyra cambiaron la mente de los arqueólogos. 
Ahora se cree que el primer cultivo sistemático de cereales fue hace unos 13.000 años. Debido a la última etapa del glaciar interestatal, el sitio de Abu Hureyra experimentó un cambio climático. Los cambios en el nivel del lago y a la aridez del suelo provocaron la expansión de la vegetación hacia las zonas más bajas de los campos. Abu Hureyra terminó acumulando vegetación que consistía en pastos, robles y lo que se conoce como Pistacia Atlántica. El clima cambió de meses cálidos y secos, a meses abruptamente fríos y secos.